# Gudrun Andresen
Gudrun Andresen født Hansen (12. april 1908 i Brænde Lydinge – 1. august 1996 i Egtved) var en dansk højskolelærer og forfatter. Hun var fra 1931 gift med højskolemanden Sune Andresen.
Gudrun Andresen var fra trediverne en markant personlighed inden for uddannelse af håndarbejdslærere. Hun besad stor viden om gamle danske tekstiler og håndarbejder og udgav flere bøger om emnet.
Hun arbejdede som højskolelærer på Snoghøj Højskole (1931-40) og fra (1940-72) på Engelsholm Højskole, som hun var med til at starte sammen med sin mand samt Frede og Sigrid Bording.